# Peter Langman
Peter Fabbri Langman (* 20. Februar 1960) ist ein US-amerikanischer Psychologe und Autor, der als Experte für jugendliche Amokläufer gilt.

## Werdegang
Langman erhielt seinen B.A. in Psychologie von der Clark University und seinen M.A. in Beratungspsychologie vom Lesley College in Cambridge. Mit einer qualitativen Untersuchung der multikulturellen Bildung als Dissertation wurde er 2000 an der Lehigh University in Beratungspsychologie zum Ph.D. promoviert.
Seit seinem Buch Amok im Kopf gilt Langman als Experte für jugendliche Amokläufer. Er analysierte hierzu 27.000 Seiten Gesprächsprotokolle, Schulaufsätze und vor allem die Tagebücher von zehn Tätern der Amokläufe an der Columbine High School 1999, der Virginia Tech 2007, der Red Lake Senior High School 2005, der Thurston High School 1998, der Parker Middle School 1998 im Erie County (Pennsylvania), der Westside Middle School 1998 in der Nähe von Jonesboro (Arkansas), der Heath High School 1997 im McCracken County sowie der  Regional High School von Bethel (Alaska) 1997. Das im Original auf Englisch erschienene Buch wurde mit einem Vorwort von Klaus Hurrelmann ins Deutsche übersetzt, weitere Ausgaben erschienen auf Finnisch und Niederländisch. Nachdem sowohl bei den Todesschützen des Anschlags von München 2016 wie auch an der Arapahoe High School in Centennial (Colorado) zweieinhalb Jahre zuvor das Buch gefunden worden war, wurde mehrfach erörtert, inwieweit potentielle Tätern in dem Buch Vorbilder oder Inspiration suchen könnten.
Interviews mit Langman als Amoklauf-Experten erschienen beispielsweise in der Berliner Morgenpost, der Abendzeitung, bei Spiegel Online, der Deutschen Welle, dem Tages-Anzeiger, sowie zahlreichen englischsprachigen Medien. In einem 2015 erschienenen Buch setzte Langman seine Forschung zu jugendlichen Amokläufern fort, wobei er seine Betrachtungen zu Motivation und Lebensumständen der Täter von Amokläufen von zehn auf 48 analysierte Fälle erweiterte. Auf Psychology Today schreibt Langman einen Blog unter dem Titel Keeping Kids Safe.
Langmans 1999 erschienenes erstes Buch Jewish Issues in Multiculturalism untersuchte u. a. die jüdische Identität, die Psychologie des Antisemitismus sowie jüdisch-christliche Themen.
Langman betätigt sich nicht nur als Psychologe, sondern auch als Dichter und Dramatiker. Von ihm geschriebene Stücke erstrecken sich über Dramen mit einer breiten Palette von Themen, Drehbücher beispielsweise über College-Frauen mit Essstörungen, Geschichte der amerikanischen Ureinwohner, Martin Luther King, britischen romantischen Dichtern, schottischen Volksmärchen, jüdischen / Holocaust-Fragen und mehr.
Sein Gedichtband Die letzten Tage von John Keats und andere Gedichte enthält Gedichte in den Stimmen mehrerer britischer romantischer Dichter und anderer historischer Persönlichkeiten, Sonette und Texte, die sich auf Natur, Spiritualität und menschliche Beziehungen konzentrieren, sowie Gedichte, die auf schottischer Folklore und der englischen Geschichte basieren.

## Rezensionen
Für Sandra Kegel konnte Langman mit seinen Recherchen das Rätsel zu Amokläufen an Schulen nicht lösen, lieferte nach ihrer Ansicht aber aufschlussreiche Hinweise zu Gründen, die sich in der Prävention als wertvoll erweisen können. Bei den zehn von ihm untersuchten Fallbeispielen mache Langman drei Typen jugendlicher Täter aus, die ausnahmslos schwere psychische Deformationen aufweisen. Kegel hob insbesondere die Überzeugung von Langman hervor, dass es bei Amokläufen nie um spontane Gewaltausbrüche oder durch Mediengewalt ausgelöste Taten ginge.
Parvin Sadigh bemängelte in Zeit Online zwar, dass Langmans „teilweise sehr redundanten und ausführlichen Porträts“ in einem sehr kurzen Schluss münden würden, der nur wenige konkrete Empfehlungen gäbe, wie man Amokläufe verhindern könne. Trotzdem hielt er Langmans Analyse für „wichtig, um deutlich zu machen, dass Lehrer, Eltern, Verwandte und Freunde nicht darum herum“ kämen, „jedes einzelne Kind genau anzusehen“. Politiker würden „das Problem nicht mit einem neuen Waffengesetz aus der Welt schaffen können“.
Für Annette Wilmes räumte Langman mit seinem aus ihrer Sicht gelungenen Buch mit dem Klischee auf, jugendliche Amokläufer wären stets gemobbte Einzelgänger, die sich bei ihren Mitschülern rächen wollten. Er habe dabei einen völlig anderen Ansatz als bisherige Untersuchungen gewählt, die sich intensiver mit der sozialen Umgebung der Täter und weniger mit ihrer Persönlichkeit und Psyche befassten. Seine wichtigste Anregung laute: Drohungen ernst nehmen, nicht ignorieren!
Während die Debatte in Deutschland zu Amokläufen an Schulen sich primär auf Rahmenbedingungen wie zu viele Killerspiele, zu viel Fernsehen, zu leichter Zugang zu möglichen Tatwaffen konzentriere, nahm Armin Himmelrath durch Langmans radikale Konzentration auf die Persönlichkeit der Täter eine andere Perspektive wahr. Weil diese für Laien kaum zu verstehen sei, wirke Langmans Buch auf deutsche Leser möglicherweise „erst einmal ziemlich verstörend“. Der zweite große, verstörende Moment bei der Lektüre des für ihn lesenswerten Buchs sei die Erkenntnis, wie wenig die Strukturen deutscher Schulen auf Früherkennung und präventive Hilfe für potenzielle Amokläufer eingestellt wären.

## Publikationen
- Peter Langman: Amok im Kopf. Warum Schüler töten. J. Beltz Verlag, Weinheim – Basel 2009 ISBN 9783407858870.
  - englische Originalausgabe: Why Kids Kill: Inside the Minds of School Shooters. Palgrave Macmillan, New York 2009. ISBN 9780230608023
- Peter Langman: School Shooters: Understanding High School, College, and Adult Perpetrators. Rowman & Littlefield Lanham 2015 ISBN 9781442233560
- Peter Langman: Jewish Issues in Multiculturalism: A Handbook for Educators and Clinicians. Jason Aronson 1999 ISBN 9780765760296
- Peter Langman: The Last Days of John Keats and Other Poems. 2009 ISBN 9780578005539
- Peter Langman: A qualitative investigation of multicultural education. (Dissertation) 2000